# Hannah Macleod
Hannah Louise Macleod (Boston, 9 giugno 1984) è una hockeista su prato britannica.

## Palmarès

### Olimpiadi
- 2 medaglie:
  - 1 oro (Rio de Janeiro 2016)
  - 1 bronzo (Londra 2012)

### Europei
- 1 medaglia:
  - 1 oro (Londra 2015)